# Chích đớp ruồi đầu xám

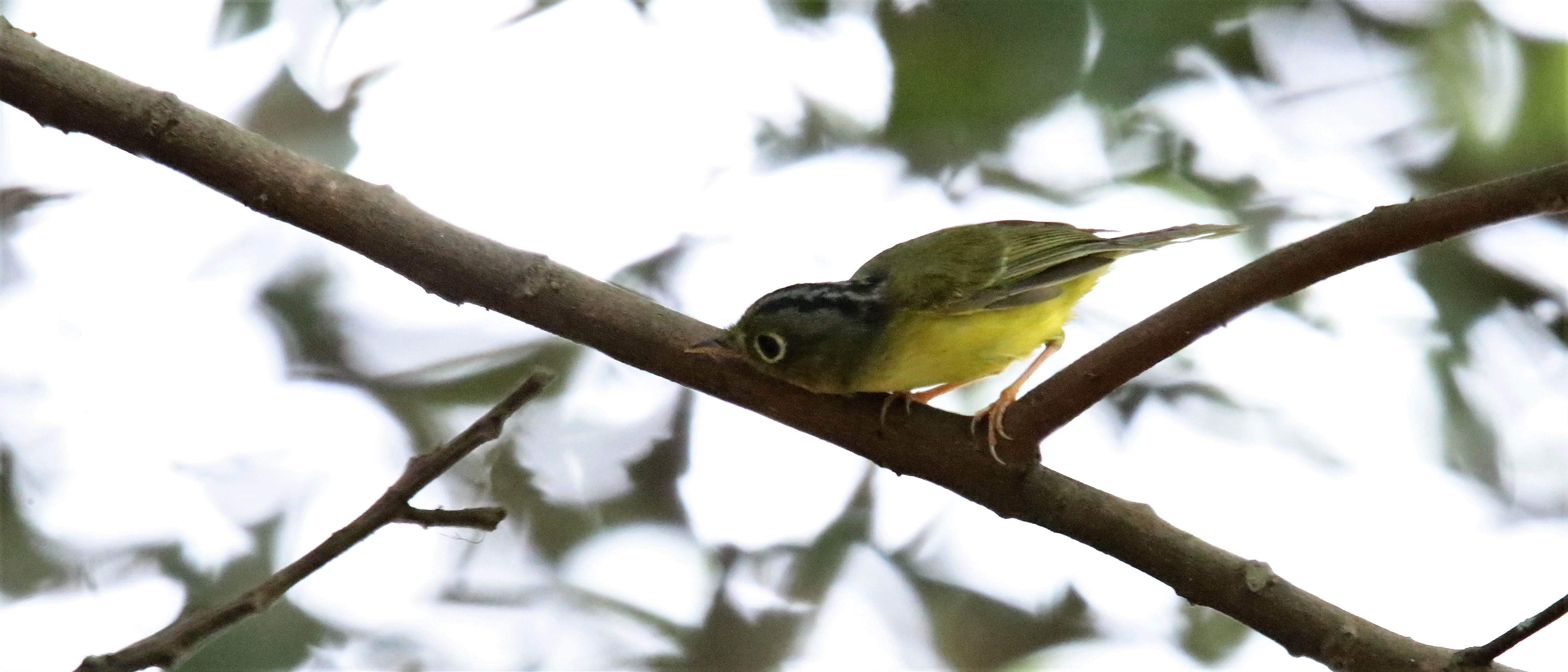
Chích đớp ruồi đầu xám

Chích đớp ruồi đầu xám (Seicercus valentini) là một loài chim trong họ Phylloscopidae.
Loài này được tìm thấy ở Trung Quốc, Lào, Myanmar và Việt Nam. Môi trường tự nhiên của chúng là ôn đới rừng, rừng ẩm thấp nhiệt đới hoặc cận nhiệt đới, và rừng trên núi ẩm nhiệt đới hoặc cận nhiệt đới.
Chích đớp ruồi đầu xám trước đây được đặt trong chi Seicercus. Một nghiên cứu phát sinh chủng loại phân tử được công bố vào năm 2018 cho thấy cả Phylloscopus và Seicercus đều không phải là đơn ngành. Trong lần tái tổ chức tiếp theo, hai chi được hợp nhất thành Phylloscopus được ưu tiên theo các quy tắc của Ủy ban Quốc tế về Danh mục Động vật học. Tên cụ thể vinh danh nhà điểu học Nga Valentin Lvovich Bianchi (1857–1920).